# 格拉森镇驱魔事件

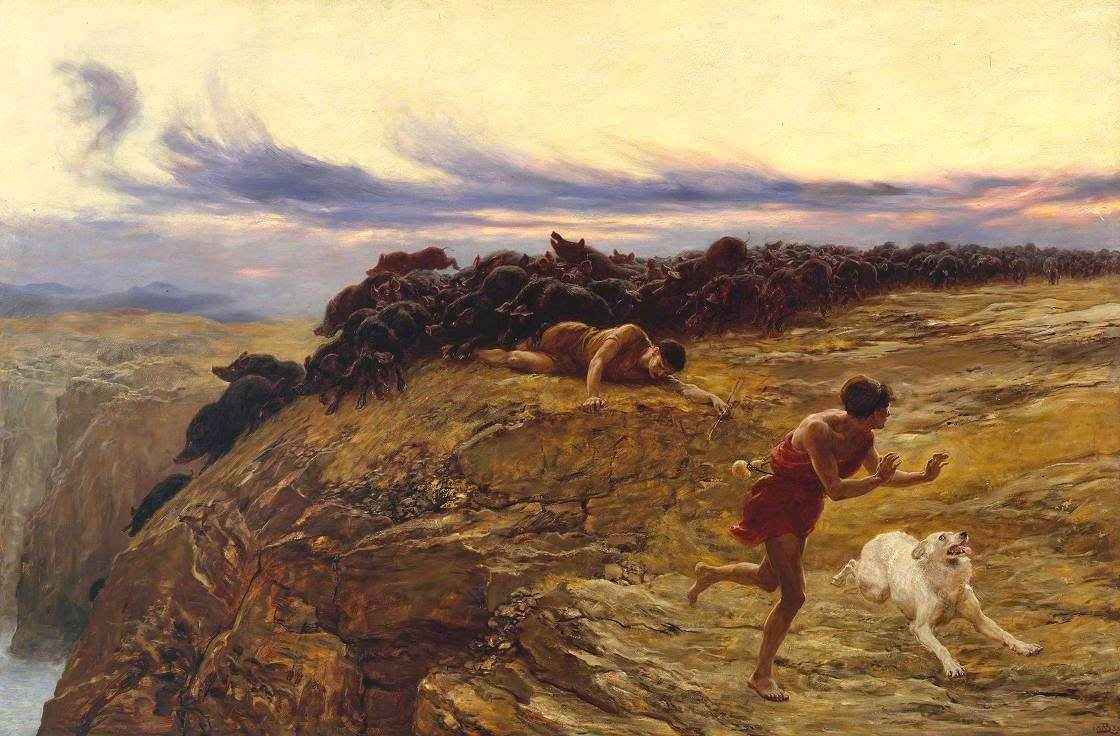
群魔从人体内飞出，进入猪群，并跃入大海 (The Miracle of the Gaderene Swine, Briton Riviere, 1883)

格拉森镇驱魔事件（英語：exorcism of the Gerasene demoniac），也称为猪群奇迹（英語：Miracle of the (Gadarene) Swine），是由耶稣展现的一次神迹。根据《马可福音》的记载，耶稣将魔鬼从附身者体内驱赶到猪群中，并迫使猪群跳下山崖，落入海中淹死。
这个故事出现在三本对观福音中，但并未出现在约翰福音。这三本福音书都讲述了耶稣驱魔的故事，在马可福音和路加福音中，附在人体内的魔鬼被称为“群”。
希波的奥古斯丁和托马斯·阿奎那将这个故事阐释为基督徒对动物不负有义务。 在有关基督教和动物权利的讨论中，这个故事一直是争论的焦点。

## 叙述

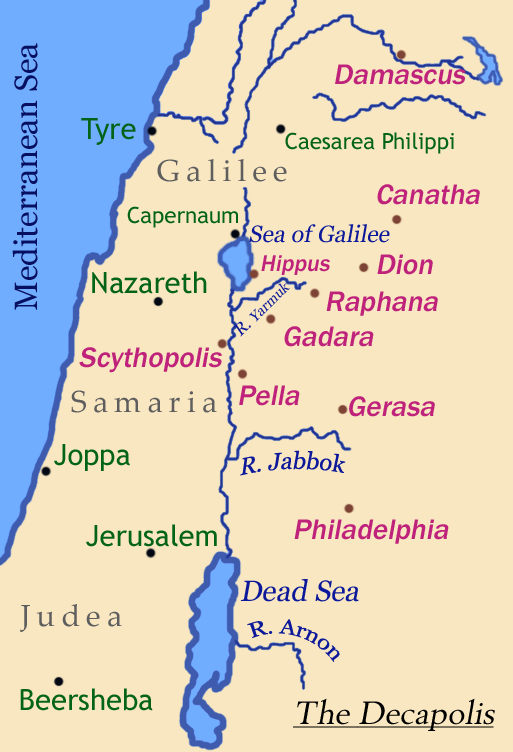
德卡波利斯地图上格拉森镇（Gadara/Gerasa）的位置

### 马可福音
对这个故事的最早叙述来自《马可福音》(马可福音 5:1-20 （页面存档备份，存于）)，当时耶稣穿过加利利海来到了“格拉森人的地方”，有个被魔鬼附身的人从坟茔里出来迎着他。当地人曾试图制伏这个人，但他的力气太大，甚至无法被铁链束缚。他日夜在坟茔里和山里嚎叫，并且用石头砍自己。耶稣靠近他，命令魔鬼从他体内脱离，这人向耶稣喊叫“至高神的儿子耶稣，我与你有甚么相干。我指着神恳求你，不要叫我受苦！”耶稣询问魔鬼的名字，魔鬼回复说“我名叫群，因为我们多的缘故。”魔鬼恳求耶稣不要叫他离开那个地方，然后又求耶稣将自己发配到附近山丘的猪群之中，耶稣同意了他的请求。猪群的规模约有两千，它们冲下山崖落入海中，全数淹死。被附魔者恢复了意识，他恳求加入耶稣的队伍，但耶稣拒绝了他的请求，让他留在德卡波利斯，去告诉众人“主为你所作的，是何等大的事，是怎样怜悯你”。神学家N.T.赖特将这位被耶稣解救的人称为“首位异邦使徒”。

### 马太福音
马太福音(马太福音 8:28-34 （页面存档备份，存于）)中对此故事的叙述篇幅更短，并且将被附魔者改为了两人。 在这个叙述中，耶稣并没有向魔鬼询问它的名字——而这在传统的驱魔实践中是非常重要的一个步骤。
在圣经的英文译本中，故事地点也由格拉森 (Gerasene) 变为了加大拉 (Gadarenes)。根据钦定版圣经，驱魔地点为 "Gergesenes"，也即现在的 "Kursi" (Kheras)。

### 路加福音
路加福音(路加福音 8:26-39 （页面存档备份，存于）)中的叙述也更短，但仍保留了大部分细节。相比另外两部福音书中的叙述，路加福音强调了被附魔者“许久不穿衣服”，但在被耶稣救助后，“穿着衣服，心里明白过来”。衣着是路加福音中一个重要的象征（参见圣经中的衣着），故事借此描绘了被附魔者由动物状态向人的转变。故事最初，这个被附魔者被人类社会驱逐，因此他与裸着身子的动物无异。但魔鬼离开后，人性回归到了他的身体之中，而他也重新被人类社会所接纳，正如故事中的叙述：穿着衣服，心里明白过来。

## 解读

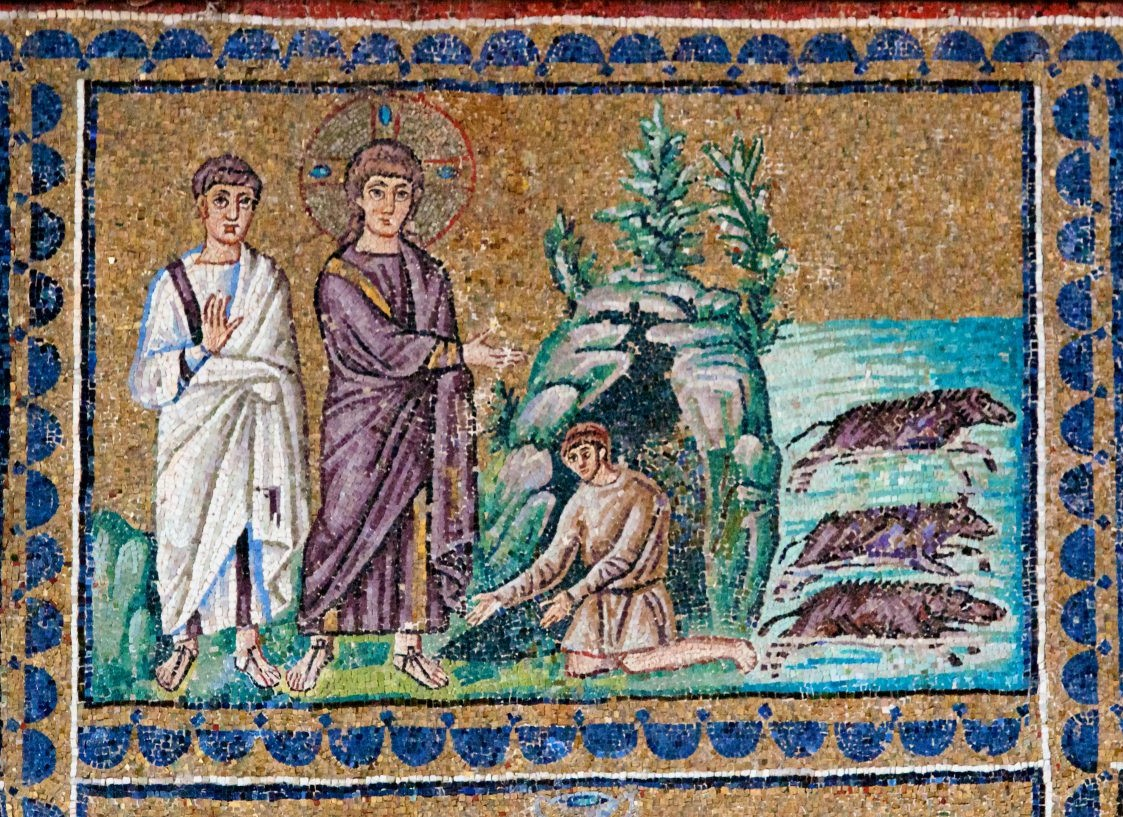
拉韦纳新圣亚坡理纳圣殿中的关于耶稣驱魔的绘画，创作于公元6世纪

### 发生地点
故事发生在加利利海沿岸，但与格拉森镇名称相似的两个地点“Gadara ”和“Gerasa”似乎都不符合设定，这两个城镇位于加利利海东南面， Gadara 距加利利海约10千米，步行大约需要两小时，而 Gerasa 的距离更远。俄利根认为，在加利利海沿岸曾有一个名为“Gergasa”的城镇，其正是格拉森镇的原型。
发生地点的差异可以在社会、经济和政治影响力的视角下得到理解。根据这个观点，马太福音将驱魔地点设定为当地的权力中心，也即加利利海东南面10千米处的Gadara；而马可福音则将故事背景设定为区域的权力中心，位于更加内陆的Gerasa。 Gerasa自罗马时期建立以来就是当地一个主要的中心城镇，与其它9个城邦组成了德卡波利斯。
关于福音书中事件的发生地点，目前最普遍的共识认为它们发生在加利利海东岸的Gergesa镇，也即现在的Kursi。

### 历史文本
目前普遍接受该事件的叙述主题受到罗马军团的影响，其它相关文本还包括以赛亚书（65:4 （页面存档备份，存于））关于坟墓与猪群的描述：

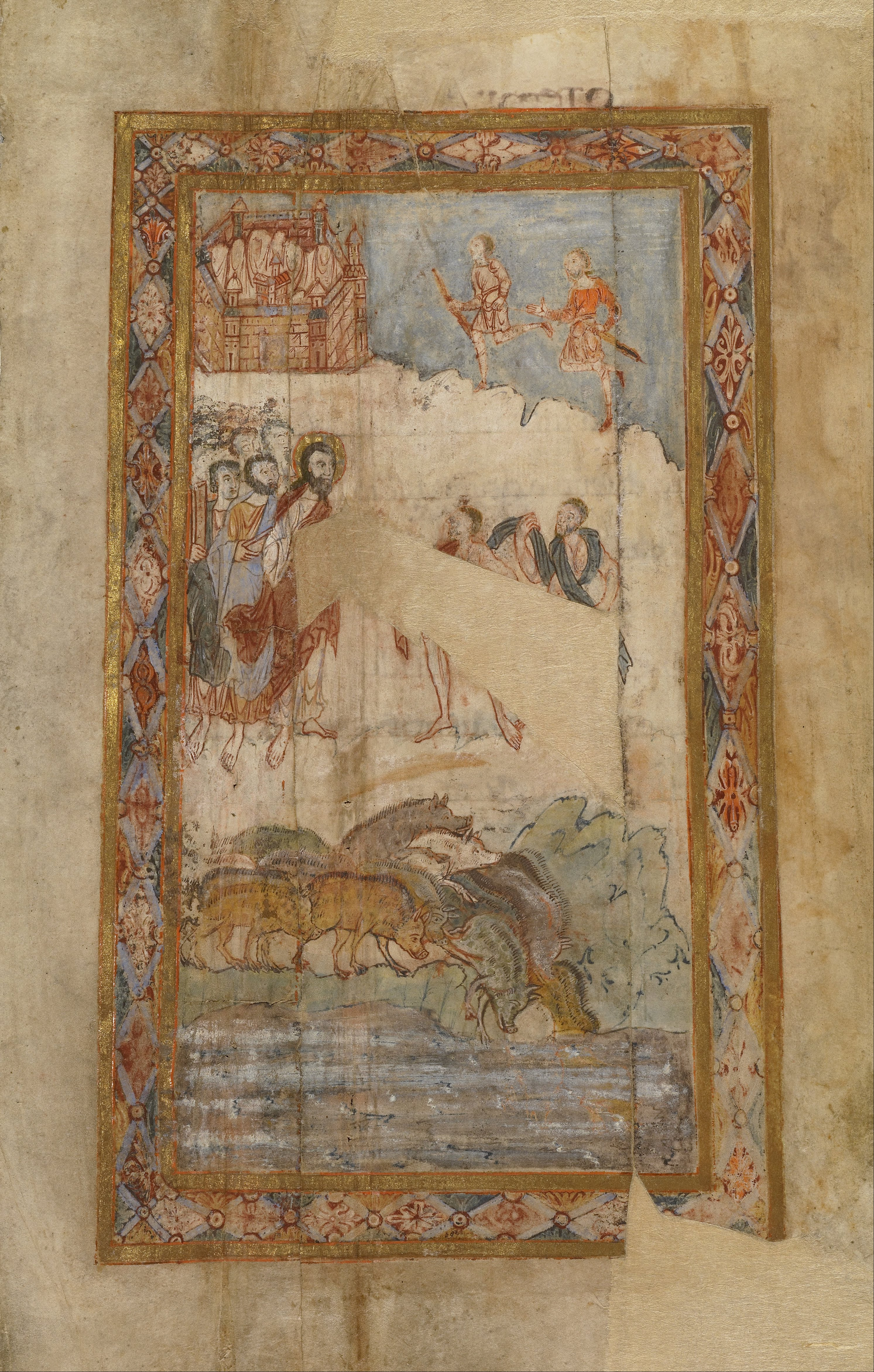
创作于公元1000年左右的一幅插画，展示了猪群跳入大海的场景

在坟墓间坐着，在隐密处住宿；吃猪肉，他们器皿中有可憎之物做的汤；

### 动物权利
传统上神学家以这篇文本为依据，论证在基督教的视角下，动物不享有与人类一致的道德权利。 希波的奥古斯丁曾写道：
基督通过自己的行动，亲自向我们展示了不杀戮动物、摧毁植物是一种迷信的行为。为了证明草兽不享有与我们一致的权利，他将魔鬼引入猪群，并诅咒那些没果实的树，使它们枯萎。
与此类似，托马斯·阿奎那也指出，耶稣允许恶魔杀死猪群，借此表明人的灵魂高于他们的身体与财产（包括猪群）。 这种阐释直到今天也仍有广泛信众，例如伊恩·霍华德·马歇尔和马克·德里斯科尔。 但也有许多评论者试图将耶稣的行为阐释为与他“关心动物”的言论相符，他们指出猪群只是作为一种象征，寓意罗马军团或“部分肮脏污秽的人”，因为猪在犹太人的传统观念中是“肮脏”的，故而牺牲它们的生命似乎并无不妥。此外，耶稣也并非直接把魔鬼“转移到”了猪群体内，而只是同意了魔鬼进入猪群的请求。

### 勒内·吉拉尔的替罪理论
格拉森镇驱魔事件是文学批评家勒内·吉拉尔的替罪理论的重要来源之一。 吉拉尔在分析中指出，整个城镇联合起来对抗并驱逐一个被魔鬼附身的人，这是一种典型的替罪行为。他指出，被附魔者使用尖锐石头自残的行为是对格拉森人暴力行径的模仿，同时格拉森人在耶稣面前的所作所为也表明了他们并不在乎被附魔者的利益。吉拉尔写道：
注意这种行为的模仿特征。被附魔者流放自己，用石头刺伤自己的身体，就好像他想借此逃离现实中的流放与伤害；他为中东社会对所谓被污染的、无可救药的犯罪者的惩罚上演了一出生动的哑剧。人们抓住他，用石头砸他，最后杀死他；这也是为什么这位被附魔者居住在坟茔之中。格拉森镇的居民必然知道自己为何受到责备，否则他们的反应不至于如故事中所描绘的这样。他们缓和了对被附魔者的暴力行径，但这只是一种无效的宣示。面对被附魔者，他们辩解说：“不，我们并不想用石头砸你，我们愿意与你靠近，没有歧视笼罩着你。”不幸的是，就如任何感到错误但害怕受到指责的人一样，格拉森人用暴力行为表达他们的善意，从而加强了被附魔者的恐惧。格拉森人的矛盾心理在故事中也有体现：他们试图用链子锁住被附魔者，但这些锁链未能强大到让被附魔者相信他们的善意。
在吉拉尔看来，在耶稣到来之前，格拉森人与被附魔者达成了临时的休战，恶魔的力量暂时被困于附魔者体内，从而得到遏制。然而，耶稣为格拉森引入了新的力量，强于恶魔的灵魂的力量。于是，当地社会因为替罪羊可能被移除而开始感到不安。耶稣对替罪现象进行了逆转，这也是吉拉尔解读下的基督教的核心所在。这种逆转体现于故事中猪群跳下山崖的部分，吉拉尔将这个场景与一群暴徒企图将恶人推下山崖（路加福音4:29 （页面存档备份，存于））的行为作了对比：
但在这些案例中，不是替罪羊跳下了山崖。跳下山崖的不是一个受害者，也不是受害者群体，而是那群魔鬼，两千只携带魔鬼的猪群。惯常的关系被逆转了。猪群本该待在山坡，受害者本该跳下山崖；但在这个故事中，猪群跳下了山崖，而受害者得到了救助。格拉森的奇迹逆转了这个世界中社会所普遍存在的暴力范式。

## 谚语
这个故事是英文形容词 Gadarene 的起源，意为“草率的参与一项可能有巨大风险的事件”。

### 引用
1. ↑  . zh.wikisource.org.   [2022-05-29]. （原始内容存档于2022-06-10） （中文（简体））.
2. 1 2  Honderich, Ted.  2nd ed. [Oxford]: Oxford University Press. 2005. ISBN 978-0-19-153265-8. OCLC 62563098.
3. 1 2 3 4 5  York, Tripp; Alexis-Baker, Andy. . Eugene, Oregon. 2012. ISBN 1-61097-701-7. OCLC 823041460.
4. ↑  Wright, T. (2001). Mark for Everyone. p. 57.
5. ↑  Senior, Donald (1996). What are They Saying about Matthew?. Paulist Press. p. 84.
6. ↑  Keener, Craig S. (1999). A Commentary on the Gospel of Matthew. Wm. B. Eerdmans. p. 282.
7. ↑  Boring, M. Eugene (2006). Mark: A Commentary. Presbyterian Publishing Corp. pp. 148–149.
8. ↑  MacArthur, John. . Chicago: Moody Press. 1987. ISBN 0-8024-0763-3. OCLC 14378014.
9. ↑  Myers, Ched. . Maryknoll, N.Y.: Orbis Books. 1988. ISBN 0-88344-621-9. OCLC 18748086.
10. ↑  Horsley, Richard A.  First edition. Louisville, Ky. 2001. ISBN 0-664-22275-7. OCLC 47065746.
11. ↑  Riches, John Kenneth.  1st Fortress Press ed. Philadelphia: Fortress Press. 1983. ISBN 0-8006-0700-7. OCLC 8865476.
12. ↑  Hollenbach, Paul W. . Journal of the American Academy of Religion. 1981-12-01, XLIX (4). ISSN 0002-7189. doi:10.1093/jaarel/XLIX.4.567.
13. ↑  Burdon, Christopher. . Journal for the Study of the New Testament. 2004-12, 27 (2). ISSN 0142-064X. doi:10.1177/0142064X0402700202 （英语）.
14. 1 2  Chamberlain, Lorna. . Waterloo, Ont., Canada: Wilfrid Laurier University Press. 1995. ISBN 0-585-33020-4. OCLC 45844402.
15. 1 2 3  Linzey, Andrew. . Eugene, Oregon. 2016. ISBN 1-4982-9195-3. OCLC 945582517.
16. 1 2 3  Girard, René. . São Paulo: Paulus. 2018. ISBN 978-85-349-4820-3. OCLC 1237405160.
17. ↑  . www.merriam-webster.com.   [2022-05-30]. （原始内容存档于2022-04-09） （英语）.
18. ↑  Knowles, Elizabeth; Oxford University Press.  2nd ed. [Oxford]: Oxford University Press. 2005. ISBN 978-0-19-157856-4. OCLC 69685482.